# 小山町 (栃木県)
小山町（おやままち）は栃木県の南東部、下都賀郡に属していた町である。

## 地理
- 河川：思川

## 歴史
- 1869年（明治2年）- 小山宿は宇都宮藩に属す
- 1871年（明治4年）7月14日 - 小山宿が宇都宮県に属す→大区小区制により第三大区七小区、都賀郡小山宿と呼称。
- 1872年（明治5年）- 間々田・小山・羽川に郵便取扱所を設置。
- 1873年（明治6年）6月 - 宇都宮県の廃止及び各県管理地の整理により現市域全域が栃木県管轄となる。栃木県第一大区七小区と改める。同時に小山宿近隣15カ村の連合戸長役場を小山宿に設置。
- 1875年（明治8年）4月 - 栃木警察署小山分署開設。
- 1878年（明治11年）7月22日 - 郡区町村編制法により都賀郡が上都賀郡、下都賀郡に分割。現小山市域は下都賀郡に属す。
- 1885年（明治18年）7月16日 - 日本鉄道本線の大宮-宇都宮間が開通、小山駅開業。
- 1888年（明治21年）5月22日 - 両毛鉄道小山-足利間が開通。
- 1889年（明治22年）1月16日 - 水戸鉄道小山-水戸間が開通。
- 同年4月1日 - 市制・町村制施行により小山町・稲葉村・神鳥谷村が合併し下都賀郡小山町が誕生する。当時の人口は約4,700人。町役場は常光寺内に設置。
- 1894年（明治27年）4月1日 - 間々田駅開業。
- 1899年（明治32年）11月5日 - 観晃橋落成。
- 1906年（明治40年） - 小山警察掛出張所を小山警察署に改称。
- 1907年（明治41年）11月 - 小山町に電話架設、通話始まる。
- 1911年（明治44年）4月10日 - 思川駅開業。
- 同年11月20日 - 町役場を新築移転。
- 1913年（大正2年）1月 - 小山町で初めて電灯点灯。
- 1921年（大正10年）- 小山町で乗合自動車・貸切自動車の運行始まる。
- 1931年（昭和6年）5月 - 日本無線電信（現KDDI）、神鳥谷に小山送信所開設。
- 1945年（昭和20年）8月4日 - 小山駅付近、空襲による機銃掃射により3人死亡。
- 1954年（昭和29年）3月31日 - 下都賀郡小山町と大谷村が新設合併。市制施行し、小山市となる。

## 人口
- 1920年（大正9年）　10,769人
- 1925年（大正14年） 12,718人
- 1925年（昭和5年）　13,975人
- 1930年（昭和10年） 14,154人
- 1935年（昭和15年） 14,662人
- 1947年（昭和22年） 20,785人
- 1950年（昭和25年） 21,439人

※人口は各年の10月1日現在（国勢調査による）

## 教育
以下すべて昭和30年現在

### 小学校
すべて小山町立
- 小山第一小学校
- 小山第二小学校

### 中学校
小山町立
- 小山中学校

### 高等学校
すべて栃木県立
- 小山高等学校
- 小山城南高等学校

## 著名な出身者
- 石崎政蔵 - 明治時代の相場師・銀行家。小山町字稲葉鄕の農家の二男として生まれ、丁稚奉公から米相場、金禄公債相場で成功して巨富を得、小山銀行（足利銀行の前身）を創立した[1][2]。東京の湯島三組町に屋敷を構えていたことから「湯島将軍」の異名を得た[3]。小山町には別荘を持ち、地元民の就職斡旋や行儀見習いなど面倒を見た[4]。養孫に石崎政一郎。